# ヴィリアーノ・ダスティ
ヴィリアーノ・ダスティ（伊: Vigliano d'Asti）は、イタリア共和国ピエモンテ州アスティ県にある、人口約800人の基礎自治体（コムーネ）。

## 地理

### 位置・広がり

#### 隣接コムーネ
隣接するコムーネは以下の通り。
- アスティ
- イーゾラ・ダスティ
- モンガルディーノ
- モンテグロッソ・ダスティ
- ロッカ・ダラッツォ

#### 地震分類
イタリアの地震リスク階級 (it) では、4 に分類される
。

## 行政

### 分離集落
ヴィリアーノ・ダスティには、以下の分離集落（フラツィオーネ）がある。
- Boglietto, Camicia, Francia, Quassolo, Ramello, Sabbionera, San Carlo, Valgrande, Valmontasca, Valpozzo, Valtiglione